# George Adams (cầu thủ bóng đá, sinh năm 1947)
George Robert Adams (sinh ngày 28 tháng 9 năm 1947 ở Shoreditch) là một cầu thủ bóng đá người Anh thi đấu ở Football League, ở vị trí tiền vệ.